# Furchetta
La Furchetta (Furchёta ladino, 3.025 m s.l.m. - detta anche Cima Furchetta) è una montagna del Gruppo delle Odle nelle Dolomiti. Si trova nella provincia autonoma di Bolzano.

## Descrizione
La montagna si trova nel parco naturale Puez-Odle. Può essere salita partendo dal rifugio Firenze in circa tre ore. 

## Alpinismo
La prima ascensione riconosciuta ufficialmente è quella realizzata nel 1880 dall'alpinista Johann Santner. In precedenza la vetta era stata raggiunta almeno da una persona, Johann Baptist Vinatzer, nel 1870.

### Vinatzer
Johann Baptist Vinatzer fu un cacciatore gardenese che divenne in seguito guida alpina, raggiunse per primo la cima della Furchetta nel 1870 ed il 27 luglio 1886 scalò la Piccola Furchetta (3.000 m) lungo il pendio sudest e nello stesso giorno scalò il Sas dla Porta (2.964 m) con Ludwig Purtscheller.

### Parete nord
La sua parete nord fu uno dei problemi affrontati dagli arrampicatori dolomitici della prima metà del Novecento e fu teatro di salite storiche. Nel 1914 Hans Dülfer, con Luis Trenker, salì lungo lo spigolo fino ad un terrazzino, poi denominato pulpito Dülfer. Si ritirò davanti ai 200 metri di roccia verticale e friabile che lo separavano dalla cima. Il problema fu risolto il 1º agosto 1925 da Emil Solleder e Fritz Wiessner, che con una lunga traversata a destra a intercettare un sistema di fessure tracciarono uno dei primi VI gradi dolomitici (una settimana dopo Solleder salirà il Civetta lungo la via considerata storicamente il primo VI grado ufficiale). Il raddrizzamento del percorso fu uno dei capolavori di Batista Vinatzer. Con Giuani Rifesser l'8 agosto 1932 superò il tratto soprastante il pulpito con difficoltà oggi stimate di VII grado su roccia marcia, tanto che Eric Abram, primo a ripetere la variante ben 25 anni dopo, diede degli "irresponsabili" agli apertori.

## Panorama

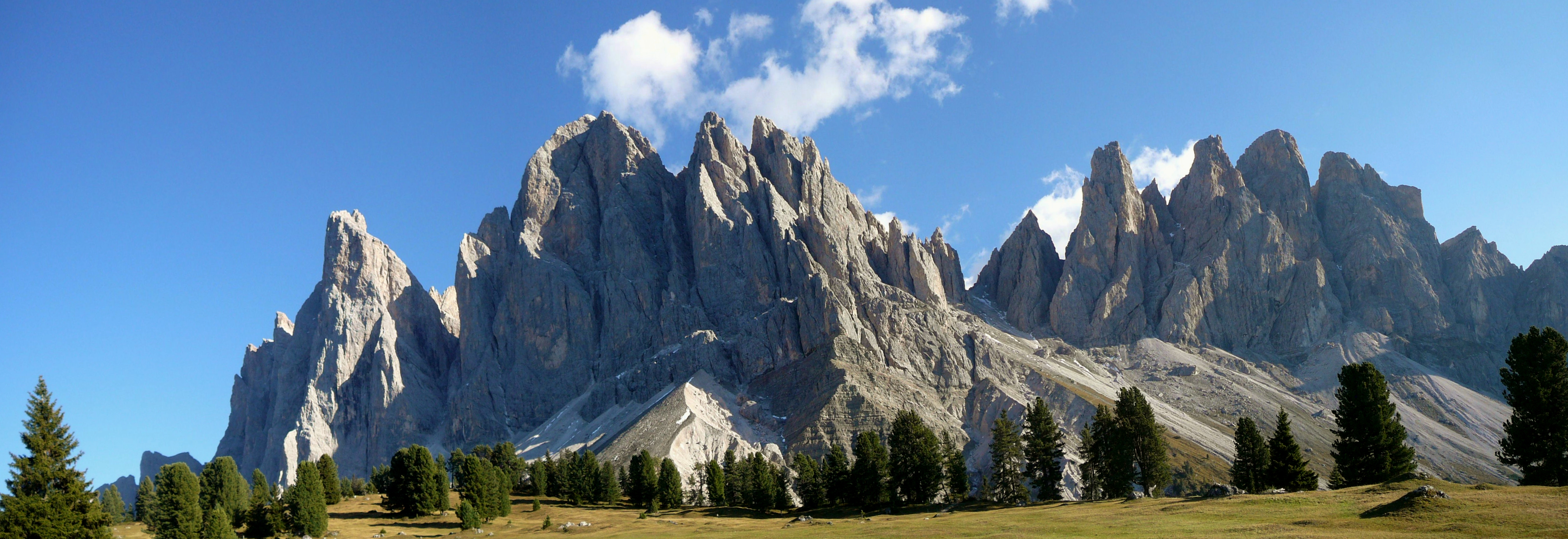
Panorama sul Gruppo delle Odle dalla malga Geisleralm, il Furchetta è visibile sulla sinistra